# O'Higgins (vùng)
vùng Libertador General Bernardo O'Higgins (tiếng Tây Ban Nha: Región del Libertador General Bernardo O'Higgins, phát âm [liβeɾtaˈðoɾ xeneˈɾal βeɾˈnaɾðo oˈçiɣins]), thường gọi tắt là vùng O'Higgins (tiếng Tây Ban Nha: Región de O'Higgins), là một trong 16 đơn vị hành chính cấp một của Chile. Vùng được phân thành ba tỉnh. Vùng được tên theo Bernardo O'Higgins Riquelme, một trong những người khai quốc của Chile.
Vùng Libertador General Bernardo O'Higgins giáp với Argentina ở phía đông, phía bắc là vùng Valparaíso và vùng đô thị Santiago, và phía nam là vùng Maule. Vùng trải dài giữa các vĩ tuyến 33° 51' và 35° 01'  Nam, và giữa kinh tuyến 70° 02' tây và Thái Bình Dương.
Thủ phủ và thành phố lớn nhất là của vùng là Rancagua. Đô thị lớn thứ hai là San Fernando.

## Địa lý
Vào thời tiền kỷ Đệ tứ, các khu rừng cử phương nam rộng lớn bao phủ phần lớn vùng Libertador General Bernardo O'Higgins.
Vùng Libertador General Bernardo O'Higgins nằm trong phạm vi rất hạn chế của loài cọ vang Chile Jubaea chilensis đang có nguy cơ tuyệt chủng; vào thời tiền sử loài này có phạm vi rộng hơn đáng kể.

## Lịch sử
Từ năm 9000 TCN đến năm 300 TCN (giai đoạn cổ xưa), loài người cư trú trong khu vực đã di chuyển giữa vùng bờ biển và thung lũng cũng như dãy Andes. Trong các di chỉ như Pichilemu, Cáhuil and Bucalemu, họ để lại các lớp vật thải hoặc vỏ sò làm bằng chứng cho các cuộc tấn công của họ. Trong giai đoạn Agroalfarero (300 TCN - 1470), các cư dân trải qua các thay đổi về phương thức sinh hoạt, quan trọng nhất là trồng rau và chế tạo các đồ vật bằng đất sét. Từ năm 600 trở đi, họ bắt đầu trồng đậu, ngô, bí, bí đỏ và diêm mạch. Ngoại trừ diêm mạch và một số loại ngô thì các cây trồng cần được tưới tiêu, điều này thúc đẩy họ di chuyển đến ven bờ sông suối. Trong giai đoạn này, các nhóm người sống trong các ngôi nhà Quincha có mái lợp rơm, ở bên các kênh tưới tiêu và cây vườn, một phong cách sinh hoạt được cho là của người Promaucaes hoặc Picunches hay là Chiquillanes. Trong thời kỳ thực dân (1541- 1811), người Tây Ban Nha thống trị khu vực, và hệ thống trang trại chăn nuôi chiếm ưu thế.

## Nhân khẩu

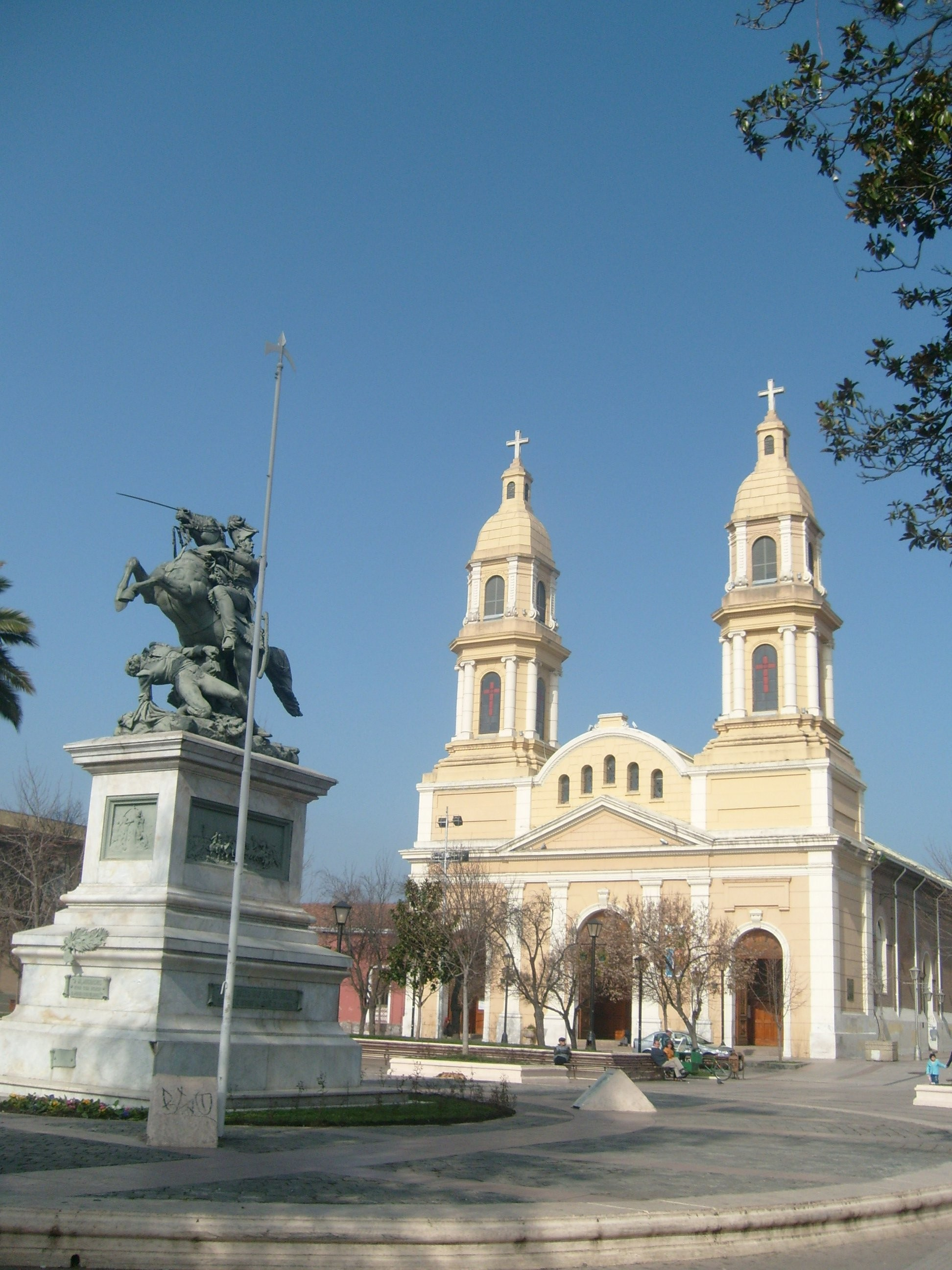
Nhà thờ lớn tại Plaza de los Heroes

Vùng Libertador General Bernardo O'Higgins bao gồm một bộ phận đông đảo dân số nông thôn (chỉ thấp hơn Maule). Trong số các thành phố đông dân, Rancagua (206.971 dân) nổi bật vì được chuyển đổi gần đây thành một khu ngoại ô của Santiago, cách thủ đô 87 km về phía nam. Thành phố là thủ phủ của tỉnh Cachapoal cũng như của vùng Libertador General Bernardo O'Higgins. Theo điều tra nhân khẩu năm 2002, các thành phố đông dân khác là: San Fernando (49.519 cư dân); Rengo (30.891); Machalí (23.920); Graneros (21.616); San Vicente de Tagua Tagua (18.914); Santa Cruz (18.603); Chimbarongo (13.795); Pichilemu (12.392), một thành phố nghỉ dưỡng biển được Agustin Ross Edwards thành lập vào cuối thế kỷ 19; và San Francisco de Mostazal (12.037).

## Kinh tế
Hoạt động công nghiệp và xuất khẩu chính diễn ra tại mỏ El Teniente của CODELCO, nó chiếm 7,7% sản lượng đồng của Chile. Quặng được chế biến trong các nhà máy cô đặc Sewell và Colón, nấu chảy và tinh chế tại Caletones, và được vận chuyển đến cảng San Antonio thuộc vùng Valparaíso. Các sản phẩm phụ gồm có molybden và bạc.
Nông nghiệp đóng góp 30,1% GDP của vùng. Một phần tư diện tích vườn trái cây của Chile là ở vùng Libertador General Bernardo O'Higgins. Các cây trồng chính là táo và lê, tiếp đến là nho, mận, dương đào và xuân đào.
Hoạt động sản xuất trong vùng chủ yếu liên quan đến khai mỏ đồng, kinh doanh nông nghiệp, thực phẩm và đồ uống. Một lĩnh vực tăng trưởng cụ thể là sản xuất nước trái cây và trái cây sấy khô.
Trong vài năm qua, đã có sự phát triển đáng kể trong lĩnh vực lâm nghiệp, đặc biệt là rừng trồng bạch đàn và thông radiata.

## Hành chính
Để phục vụ cho hành chính nội bộ, vùng Libertador General Bernardo O'Higgins được phân chia thành ba tỉnh:
- Tỉnh Cachapoal, thủ phủ: Rancagua,
- Tỉnh Colchagua, thủ phủ: San Fernando,
- Tỉnh Cardenal Caro, thủ phủ: Pichilemu.

Các tỉnh được phân chia thành 33 xã.
| Tỉnh      | Thủ phủ  | Xã                            |
| --------- | -------- | ----------------------------- |
| Cachapoal | Rancagua | 1 Codegua                     |
| Cachapoal | Rancagua | 2 Coínco                      |
| Cachapoal | Rancagua | 3 Coltauco                    |
| Cachapoal | Rancagua | 4 Doñihue                     |
| Cachapoal | Rancagua | 5 Graneros                    |
| Cachapoal | Rancagua | 6 Las Cabras                  |
| Cachapoal | Rancagua | 7 Machalí                     |
| Cachapoal | Rancagua | 8 Malloa                      |
| Cachapoal | Rancagua | 9 Mostazal                    |
| Cachapoal | Rancagua | 10 Olivar                     |
| Cachapoal | Rancagua | 11 Peumo                      |
| Cachapoal | Rancagua | 12 Pichidegua                 |
| Cachapoal | Rancagua | 13 Quinta de Tilcoco          |
| Cachapoal | Rancagua | 14 Rancagua                   |
| Cachapoal | Rancagua | 15 Rengo                      |
| Cachapoal | Rancagua | 16 Requínoa                   |
| Cachapoal | Rancagua | 17 San Vicente de Tagua Tagua |

| Tỉnh          | Thủ phủ      | xã              |
| ------------- | ------------ | --------------- |
| Cardenal Caro | Pichilemu    | 18 La Estrella  |
| Cardenal Caro | Pichilemu    | 19 Litueche     |
| Cardenal Caro | Pichilemu    | 20 Marchihue    |
| Cardenal Caro | Pichilemu    | 21 Navidad      |
| Cardenal Caro | Pichilemu    | 22 Paredones    |
| Cardenal Caro | Pichilemu    | 23 Pichilemu    |
| Colchagua     | San Fernando | 24 Chépica      |
| Colchagua     | San Fernando | 25 Chimbarongo  |
| Colchagua     | San Fernando | 26 Lolol        |
| Colchagua     | San Fernando | 27 Nancagua     |
| Colchagua     | San Fernando | 28 Palmilla     |
| Colchagua     | San Fernando | 29 Peralillo    |
| Colchagua     | San Fernando | 30 Placilla     |
| Colchagua     | San Fernando | 31 Pumanque     |
| Colchagua     | San Fernando | 32 San Fernando |
| Colchagua     | San Fernando | 33 Santa Cruz   |

## Văn hóa
Vùng được mệnh danh là "miền huaso" theo tên của cao bồi Chile. Thắt lưng và khăn choàng là những vật dụng truyền thống của trang phục huaso, chúng được dệt ở Doñihue trên những khung cửi thẳng nặng nề. Các thiết kế mô phỏng lá nho, chùm nho, cây thông và hoa chuông. Các kiểu dáng sọc màu khác được dệt trên khung dệt ngang.
Cư dân trong vùng có sự pha trộn của chủng tộc và văn hóa người gốc Âu ( bao gồm di dân Argentina) và người da đỏ, do đó khu vực có một văn hóa đồng nhất gọi là Chileanidad vào thời hiện đại và  dấu ấn mestizo là rõ ràng.
Vùng Libertador General Bernardo O'Higgins có người định cư Tây Ban nha (nổi bật là người Andalusia, Basque, Aragon và  Navarre) và người gốc Âu khác. Các gia đình gốc Pháp và Ý lập ra ngành nông nghiệp, bao gồm ngành rượu vang quan trọng: Con đường Rượu vang là một trong các điểm thu hút du lịch chính của thung lũng Colchagua. Các nhà máy bia cũng có thể được tìm thấy, đó là di sản của người Đức và Thụy Sĩ nhập cư. Chăn nuôi gia súc chịu ảnh hưởng đặc biệt của người định cư gốc Anh, Hy Lạp và Nam Tư.